# Coelonema
Coelonema es un género con una sola especie (Coelonema draboides Maxim.) de plantas de la familia Brassicaceae. 
Es considerado un sinónimo del género Draba L.